# Paul Deussen
Paul Deussen (Oberdreis, 7 gennaio 1845 – Kiel, 6 luglio 1919) è stato un indologo e filosofo tedesco.
Fu professore di filosofia all'Università di Kiel.
Fortemente influenzato da Arthur Schopenhauer, Deussen fu amico di Friedrich Nietzsche e Swami Vivekananda. Nel 1911 fondò la Società Schopenhauer (Schopenhauer-Gesellschaft). Il professor Deussen fu il primo editore, nel 1912, della rivista accademica Schopenhauer-Jahrbuch.
Deussen, che aveva creato una versione in sanscrito del suo nome, "Deva-Sena", come segno della sua ammirazione per la lingua, è uno degli europei che hanno partecipato alla scoperta accademica occidentale del sanscrito e dell'induismo che ha avuto luogo nella stessa India britannica, e in Germania, Francia e Inghilterra.

## Biografia
Paul Deussen nacque il 7 gennaio 1845 a Oberdreis, circondario di Neuwied, oggi nel land Renania-Palatinato, uno degli otto figli di un sacerdote di modeste condizioni. Divenne studente e devoto per tutta la vita del filosofo tedesco Arthur Schopenhauer e della filosofia di Kant; e divenne amico di Friedrich Nietzsche. Deussen studiò alle università di Bonn, Tubinga e Berlino tra il 1864 e il 1881, scrivendo la sua dissertazione sulla filosofia di Platone. Deussen fu nominato Privatdocent (1881-7) e Extraordinarius (1887-9) all'Università di Berlino, e Ordinarius (1889-1919, anno della sua morte), all'Università di Kiel. Fino al 1919, Deussen continuò a curare lo Schopenhauer-Jahrbuch (Annuario di Schopenhauer), oltre a lavorare a un'edizione delle opere di Schopenhauer.
Fu quando frequentò una conferenza all'Università di Bonn del professor Christian Lassen (1800-1876), esponendo lo Shakuntala, che in Deussen nacque l'interesse per il sanscrito e l'induismo. La prima pubblicazione di Deussen (1877) fu pubblicata in inglese come The Elements of Metaphysics nel 1894. Fu seguita dalle traduzioni di The Sutra of the Vedanta nel 1906; The Philosophy of the Upanishads pure nel 1906; e The System of the Vedanta nel 1912. La sua visita in India nel 1904 fu pubblicata in inglese come My Indian Reminiscences nel 1912.
The System of the Vedanta di Deussen è stato ristampato più volte: egli usa il Brahmasutra e - in maniera minore - il commento di Adi Shankara su di esso, come struttura per la sua esposizione.
Il nome di Paul Deussen è così legato a George Boucher, Sir William Jones e Sir John Woodroffe nell'India britannica, Anquetil-Duperron e Eugène Burnouf in Francia, Heinrich Roth, Franz Bopp, Friedrich von Schlegel e Max Müller in Germania, nella rivelazione europea della ricchezza dell'induismo rivelata dai documenti sanscriti.

## Pubblicazioni
- Die Elemente der Metaphysik (1877) - "nebst einer Vorbetrachtung über das Wesen des Idealismus" - 6. Auflage (1919)
- Das System des Vedânta. Nach den Brahma-Sûtra's des Bâdarâyana und dem Commentare des Çankara über dieselben als ein Compendium der Dogmatik des Brahmanismus vom Standpunkte des Çankara aus (1883)
- Die Sûtra's des Vedânta oder die Çariraka-Mimansa des Badarayana nebst einem vollständigen Kommentare des Çankara. Aus dem Sanskrit übersetzt (1887)
- Allgemeine Geschichte der Philosophie unter besonderer Berücksichtigung der Religionen (1894ff.):
  - Band I, Teil 1: Allgemeine Einleitung und Philosophie des Veda bis auf die Upanishad's (1894)
  - Band I, Teil 2: Die Philosophie der Upanishad's (1898)
  - Band I, Teil 3: Die nachvedische Philosophie der Inder (1908)
  - Band II, Teil 1: Die Philosophie der Griechen (1911)
  - Band II, Teil 2,1: Die Philosophie der Bibel (1913)
  - Band II, Teil 2,2: Die Philosophie des Mittelalters (1915)
  - Band II, Teil 3: Die neuere Philosophie von Descartes bis Schopenhauer (1917)
- Sechzig Upanishad's des Veda (1897)
- Erinnerungen an Friedrich Nietzsche (1901)
- Erinnerungen an Indien (1904)
- Vedânta und Platonismus im Lichte der Kantischen Philosophie (1904)
- Outlines of Indian philosophy, with an appendix: On the philosophy of the Vedânta in its relations to Occidental metaphysics (1907)
- Vedânta, Platon und Kant (1917)
- Mein Leben (1922)